# Кандауровы
Кандауровы (Кондауровы) — русский дворянский род.
Восходит к концу XVI века и внесён в VI часть родословных книг Рязанской, Тамбовской и Тульской губерний. Замятня и Алекса Никифоровичи Кандауровы за «московское осадное сиденье» в 1619 году были пожалованы вотчинами. Иван Андреевич Кондауров московский дворянин (1692). Есть также четыре рода Кандауровых более позднего происхождения.